# Fátima Mereles
María Fátima Mereles H. (Asunción, 26 de mayo de 1953) es una botánica, profesora, curadora, y exploradora paraguaya. Su especialización es la flora del Paraguay, con énfasis en las familias de las boragináceas, tifáceas, en el "Departamento de Botánica, en la Facultad de Ciencias Químicas, Universidad Nacional de Asunción.

## Biografía
Son sus padres Mario Mereles y Sady Haidar. Realizó sus estudios primarios en el "Instituto Experimental México de Asunción", y los medios en el "Colegio Nacional de Niñas". Obtuvo su licenciatura en Biología, en la Universidad Nacional de Asunción, y su Dr. en Ciencias, en la Universidad de Ginebra. Es profesora de postgrados, tanto en la Univ. Nacional de Asunción, como en la Universidad Católica.

## Algunas publicaciones

### Libros
- rodrigo Duno de Stefano, Fátima Mereles, lorena Martínez. 2001. Droseraceae. Vol. 35 de Flora del Paraguay. Ed. Conservatoire et Jardin botaniques de la Ville de Genève. 15 pp. ISBN 2827705370
- Fátima Mereles, Aída Luz Aquino. 2000. Iniciativas transfronterizas para el Pantanal (Paraguay): (Proyecto Cross Border Pantanal, Paraguay) : delimitación, áreas de conservación, plan de conservación. Fundación Para el Desarrollo Sustentable del Chaco. 232 pp.
- rosa Degen, Fátima Mereles. 1999. Typhaceae. Vol. 28 de Flora del Paraguay. Ed. Conservatoire et Jardin botaniques de la Ville de Genève. 15 pp. ISBN 2827705303
- Fátima Mereles. 1998. Etude de la flore et de la végétation de la mosaïque forêt-savane palmeraie dans le Chaco boréal (Paraguay). 269 pp.
- ------------------, rosa Degen. 1993. Menyanthaceae. Vol. 20 de Flora del Paraguay. Ed. Conservatoire et Jardin botaniques de la Ville de Genève. 14 pp. ISBN 2827705222
- ------------------, ------------------. 1993. Haloragaceae. Vol. 19 de Flora del Paraguay. Ed. Conservatoire et Jardin botaniques de la Ville de Genève. 14 pp. ISBN 2827705214
- 1989. Mayacaceae. Vol. 12 de Flora del Paraguay. Ed. Conservatoire et Jardin botaniques de la Ville de Genève. 11 pp. ISBN 2827705141

## Reconocimientos
- Asesora de Conservación de la WWF: Fundación Mundial para la Naturaleza